# Ala Femenina del Partido Liberal Nacionalista
Ala Femenina del Partido Liberal Nacionalista fundada en 1955, Nicaragua, fue creada para responder a las necesidades de las mujeres nicaragüenses que pertenecían a la nueva generación de mujeres liberadas de sus antiguos deberes domésticos o universitarias. Las mujeres que pertenecían al Ala Femenina pertenecían a la clase media o alta y abrió un espacio político para que las mujeres liberales tuvieran el derecho al voto y además a aspirar a puestos en el gobierno, además ayudó a formar lazos importantes entre las diferentes regiones geográficas de Nicaragua, formando amistades a través de la distancia, contribuyendo a la solidaridad entre las damas somocistas, sin embargo no todo el intercambio fue equitativo ya que el centro del poder se encontraba en Managua, el resto de las mujeres de otras localidades tenían que tener un rango social alto para ser tomadas en cuenta en la capital. 
El Ala Femenina del Partido Liberal Nacionalista fue un grupo poderoso y determinante que ocupó un lugar privilegiado en el poder de los Somoza. El Ala se preocupó para que sus miembros fueran respetadas por su género y además ser reconocidas por su grado profesional. Las mujeres que compartían los ideales con el Partido liberal y por tanto con Somoza, se pudieron beneficiar en encontrar trabajo, además de poder ayudar a sus familias. En momentos de dificultad, el gobierno de los Somoza siempre protegieron a sus damas respaldándolas en lo económico y judicial. Por importancia, los puestos estaban destinados de la siguiente manera: El presidente de la República, el presidente del Partido y luego una Junta Directiva compuesta por las mujeres, el resto eran subordinadas, filiales de los distintos departamentos y municipios. Los puestos en la junta fueron vitalicios
Para las elecciones de 1967, según Bernard Diederich, Anastasio Somoza Debayle obtuvo 480,162 votos de los 652,244 votos que se reportaron, la mayoría eran de las mujeres. Para las elecciones de 1974, las damas del Ala Femenina le dieron a Somoza el 67% de los votos electorales. "El Ala" también ayudaba a legitimazar elecciones acusadas de fraude.
Damas miembros del Ala destacadas por su intervención a favor de las mujeres o su participación social de sus localidades fuera de Managua:
- Olga Núñez de Saballos, Presidenta. Abogada de profesión
- Mary Cocó Maltez de Callejas, Vicepresidente
- Lucrecia Noguera Carazo, secretaria
- Esperanza Centeno Sequiera, tesorera
- Amelia Borge de Sotomayor, abogada
- Dra. Victoria Morales
- Antonia Rodríguez
- Leonor de Sandoval, de posición social alta, dentro de los liberales
- Ofelia Padilla de Meza, de posición social alta, dentro de los liberales
- Clementina Arcia, de posición social alta, dentro de los liberales
- Ana Fonseca de Vega, de posición social alta, dentro de los liberales
- Mercedes Campos de Martínez, de posición social alta, dentro de los liberales
- Justa Mayorga de Salazar, de posición social alta en San Carlos, dentro de los liberales
- Nilita Centeno, de posición social alta en San Carlos, dentro de los liberales
- Ada Rosa Pastora, hacendada de la alta sociedad y una de las principales dirigentes femeninas.[1]